# Pierre Pradinas
 (février 2016).
Si vous disposez d'ouvrages ou d'articles de référence ou si vous connaissez des sites web de qualité traitant du thème abordé ici, merci de compléter l'article en donnant les références utiles à sa vérifiabilité et en les liant à la section « Notes et références ».
 (janvier 2022).
Il peut être nécessaire de l'améliorer pour respecter le principe de neutralité de point de vue. Veuillez consulter la page de discussion pour plus de détails.

Pierre Pradinas, né le 3 mai 1955, est un metteur en scène, réalisateur et directeur de la Compagnie du Chapeau Rouge.

## Biographie
Pierre Pradinas crée en 1978 la compagnie du Chapeau Rouge à Avignon, avec un groupe de comédiens (Catherine Frot, Yann Collette, Thierry Gimenez, Alain Gautré bientôt rejoints par Anne Lévy, Jean-Pierre Darroussin, Daniel Jégou et Alain Herzog, administrateur). Ses premières pièces sont présentées dans une salle de danse transformée en théâtre, dans la rue avignonnaise du même nom. Depuis sa création, il choisit et met en scène les pièces produites par la compagnie.  
De 1985 à 1987, Pierre Pradinas dirige le Centre dramatique régional de Picardie. 
De 1993 à 1998, le Chapeau Rouge est en résidence au théâtre La Piscine de Châtenay-Malabry.  
De 2002 à 2014, il dirige le Théâtre de l'Union – Centre dramatique national du Limousin

### Formateur
Également formateur, il anime des ateliers et des stages (avec l'AFDAS : en 1995 Caractères comiques et tragiques ; en 1996 Personnages shakespeariens, en 1998 Personnages de comédie, et en 1999 Personnages de Molière dans le monde d'aujourd'hui). Il dirige des master class à plusieurs reprises en France et à l'étranger jusqu'à aujourd'hui (Athènes, Pékin, Curitiba, Moscou, Le Caire, Erevan...).
En 1990, il participe à la création de l'École du Passage avec Niels Arestrup.
De 1995 à 1997, il enseigne l'art dramatique à l'École nationale supérieure des arts et techniques du théâtre (ENSATT).
De 2002 à 2014, il dirige L'Académie, École supérieure professionnelle de théâtre du Limousin.

## Auteur
- 1980 Rude Journée en perspective, co-écrit avec Yann Collette, Lucernaire
- 1982 : Gevrey-Chambertin, co-écrit avec Alain Gautré, Théâtre de l'Est parisien
- 1983 : Les Amis de Monsieur Gazon, co-écrit avec son frère Simon Pradinas, Théâtre de la Tempête
- 1986 : Conférence sur l'art, coécrit avec Roger Lenglet et Simon Pradinas
- 1990 : Ah ! le grand homme,  co-écrit avec Simon Pradinas
- 1996 : Ce qu'il ne faut pas faire,  co-écrit avec Simon Pradinas
- 2015-16 : Ah ! Le grand Homme, mise en scène de Panchika Velez, en tournée et au Théâtre de l'Atelier

## Metteur en scène
- 1975 : L'Intervention de Victor Hugo, Théâtre de l'Alliance française
- 1976 : Freaks Society d'Yves Navarre, Espace Cardin
- 1978 : Place de Breteuil d'Alain Gautré, Théâtre du Chapeau Rouge, Avignon
- 1979 : Babylone d'Alain Gautré, Théâtre du Chapeau Rouge, Avignon, Théâtre de la Tempête
- 1980 : Rude Journée en Perspective de Yann Collette et Pierre Pradinas, Théâtre du Chapeau Rouge, Théâtre du Lucernaire
- 1982 : Gevrey-Chambertin d'Alain Gautré et Pierre Pradinas, Théâtre de l'Est parisien
- 1983 : Les Amis de Monsieur Gazon de Pierre Pradinas et Simon Pradinas, Théâtre de la Tempête
- 1985: Place de Breteuil d'Alain Gautré, Maison de la Culture d'Amiens, Théâtre de la Tempête
- 1986: Conférence de Pierre Pradinas, Simon Pradinas et Roger Lenglet, MC Amiens
- 1986: La Mouette d'Anton Tchekhov, Théâtre de la Bastille
- 1989: Le Misanthrope de Molière, Théâtre de la Renaissance
- 1990: Ah ! Le Grand Homme de Pierre Pradinas et Simon Pradinas, Théâtre Jean Vilar de Suresnes, Festival du Jeune Théâtre d'Alès, Festival d'Avignon in
- 1991 : Les Guerres picrocholines d'après François Rabelais, Printemps des Comédiens Montpellier, Maison des arts et de la culture de Créteil
- 1992 : Belgicae d'Anita Van Belle, Festival d'Avignon
- 1992 : La Cave de l'effroi de Gabor Rassov, Théâtre Jean Vilar Suresnes
- 1994 : La Vie criminelle de Richard III d'après William Shakespeare, Théâtre La Piscine Châtenay Malabry, Le Trianon Paris
- 1995 : Néron de Gabor Rassov,  Théâtre La Piscine, Le Trianon
- 1996 : Ce qu'il ne faut pas faire de Pierre Pradinas et Simon Pradinas, Théâtre La Piscine, Théâtre de l'Est Parisien
- 1997 : Infernal  (Répertoire du Grand Guignol ) ENSATT, Espace Kiron
- 1997 : Néron de Gabor Rassov, La Coursive Scène Nationale La Rochelle, Le Trianon
- 1999 : Ah ! Le Grand Homme de Pierre Pradinas et Simon Pradinas, Théâtre Jean Vilar Suresnes
- 1999 : Les Aventures du Baron Sadik de Gabor Rassov, Théâtre de la Piscine Châtenay-Malabry
- 1999 : Jacques et Mylène de Gabor Rassov, Théâtre de la Gaîté-Montparnasse
- 2002 : Le Conte d'hiver de William Shakespeare, Théâtre de la Piscine Châtenay-Malabry, Théâtre de la Tempête
- 2003 : Victor Bâton d'après Mes amis d'Emmanuel Bove, Théâtre de l'Union CDN Limoges
- 2004 : George Dandin de Molière, Théâtre de l'Union - CDN
- 2005 : Fantômas revient de Gabor Rassov d'après Marcel Allain et Pierre Souvestre, Théâtre de l'Union CDN, Théâtre de l'Est parisien
- 2006 : L'Homme aux valises d'Eugène Ionesco, avec les douze comédiens de l’Académie Théâtrale de l’Union, Théâtre de l'Union CDN
- 2007 : Maldoror d'après Lautréamont, Théâtre de l'Union CDN
- 2008 : La Jalousie du barbouillé et Le Médecin volant de Molière, Théâtre National de Nice
- 2008 : L'Enfer de Gabor Rassov d'après La Divine Comédie de Dante, Théâtre de l'Union CDN, Festival Printemps des comédiens.
- 2008 : Le Mariage forcé de Molière et Lully, Studio-Théâtre de la Comédie-Française
- 2009 : La Grande Vie de Jean-Pierre Martinet, Le Trianon, Scène Nationale de Cavaillon, Théâtre des Halles Avignon.
- 2010 : Le Mariage forcé de Molière et Lully, Studio-Théâtre de la Comédie-Française (reprise)
- 2010 : Maldoror d'après Lautréamont, Maison de la Poésie (reprise)
- 2010 : Les Amis du placard de Gabor Rassov, La Pépinière Théâtre, tournée
- 2010: 29 degrés à l'ombre et Embrassons-nous, Folleville ! d'Eugène Labiche, Théâtre de l'Union, Théâtre de la Croix-Rousse, tournée
- 2010: Les Amis du Président  d'Alain Gautré, Théâtre de l'Union-CDN, Théâtre du Nord CDN de Lille
- 2011 : 29 degrés à l'ombre et Embrassons-nous, Folleville ! d'Eugène Labiche, Théâtre de la Tempête (reprise)
- 2011 : Ubu Roi d'Alfred Jarry, Théâtre de l'Union CDN
- 2012: Embrassons-nous, Folleville! d'Eugène Labiche, La Pépinière Théâtre (reprise), tournée
- 2012-2013 Mélodrame(s)!  de Gabor Rassov, La Pépinière Théâtre
- 2013: Des Biens et des Personnes de Marc Dugowson, Théâtre de l'Union CDN, Théâtre du Nord CDN de Lille
- 2013: Scènes de la vie au 20e Siècle d'après Bertolt Brecht, Théâtre de l'Union CDN
- 2014: Nus, féroces et anthropophages (création) co-mise en scène avec  Marcio Abreu et Thomas Quillardet, Brésil, festival de Curitiba, Carreau du Temple, Paris, Théâtre du Nord Lille
- 2014-2015: Oncle Vania d'Anton Tchekhov Théâtre de l'Union CDN, Bonlieu Scène nationale d'Annecy, La Coursive, Scène Nationale de La Rochelle...
- 2016-2017 : La Cantatrice Chauve d'Eugène Ionesco. Bonlieu Scène Nationale d'Annecy, la manufacture CDN Nancy Lorraine, le 13ème Art Paris... Tournée
- 2018- 2019 : L'occupation d' Annie Ernaux, avec Romane Bohringer et Christophe Minck. Bonlieu Scène Nationale d'Annecy, Théâtre de l'Union, CDN du Limousin, Théâtre de l'Oeuvre Paris. Tournée.
- 2019 : Groënland de Pauline Sales, avec Géraldine Danon. Théâtre La Scala Paris.
- 2020 : Le Moche de Marius Von Mayenburg, Bonlieu- scène Nationale d'Annecy (interrompu par la pandémie, reporté puis représenté en 2021 à Amiens (Comédie de Picardie), Limoges (CDN Théâtre de l'Union), Gagny...
- 2023 : Farces et nouvelles de Tchekhov d'Anton Tchekhov, théâtre du Lucernaire

### Récompenses et nominations
- 1989 :  Chevalier de l'ordre des Arts et des Lettres
- Molières 2000 : nomination au Molière du meilleur spectacle comique et Molière de la meilleure pièce de création pour Jacques et Mylène
- Molières 2005 : nomination au Molière du spectacle en région pour Fantômas revient
- Molières 2008 : nomination au Molière du spectacle musical pour L'Enfer
- 2021 : Prix SACD de la mise en scène

## Réalisateur
En 1981, Pierre Pradinas co-écrit et réalise Itinéraire bis, court métrage diffusé sur France 2 (avec Catherine Frot, Jean-Pierre Darroussin et Daniel Jegou...). 
En 1984, il co-écrit et réalise Magazine Zéro avec le groupe Kaltex (avec Catherine Frot, Jean-Pierre Darroussin, Daniel Jegou...). 
En 1988, il écrit et réalise Un tour de manège, long métrage (avec Juliette Binoche, François Cluzet, Thierry Gimenez), une comédie dramatique distribuée par Gaumont (1989)
En 1992, il tourne deux moyens métrages co-réalisés avec Benoît Garel, Pavillon 5, à la prison de Laon avec des détenus, et Quel chemin ?, réalisé dans une cité avec des jeunes, dans le cadre de l'opération du C.N.C. L'été au cinéma.